# Can Mont (l'Esquirol)
Can Mont és una masia de l'Esquirol (Osona) inclosa a l'Inventari del Patrimoni Arquitectònic de Catalunya.

## Descripció
Masia de planta rectangular (16 x 7) coberta a dues vessants amb el carener perpendicular a la façana orientada a migdia. Volum regular amb un annexa a la planta de la façana N, amb la funcionalitat de cobert. Consta de planta baixa i primer pis. Presenta molt poques obertures i aquestes no tenen cap ordre en la seva composició. La majoria tenen els emmarcaments de pedra picada. La façana principal presenta un portal de pedra picada amb la llinda datada (1804).

## Història
Masia anomenada també les Perxes de Dalt, de construcció bastant recent i sense documentació. Apareix mencionat en el "Nomenclator de la Provincia de Barcelona. Partido Judicial de Vich. 1860" com casa de pagès.